# William J. Chambliss

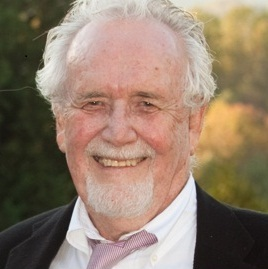
William J. Chambliss

William J. Chambliss (* 12. Dezember 1933 in Buffalo; † 22. Februar 2014 in Washington, D.C.) war ein US-amerikanischer Soziologe und Kriminologe. Er wird zu den führenden Vertretern der marxistischen Kriminalitätstheorien gezählt. Er lehrte seit 1986 als Professor an der George Washington University.

## Werdegang
Chambliss war erst Student bei Donald R. Cressey an der University of California in Santa Barbara und später bei  Alfred Ray Lindesmith an der Indiana University, wo er 1962 zum Ph.D. promoviert wurde. Nach Stationen an der University of Washington, der  University of California, Santa Barbara und der University of Delaware kam er 1986 an die George Washington University, wo er Co-Direktor des Institute on Crime, Justice, and Corrections wurde.
1987/88 war Chambliss Präsident der American Society of Criminology (ASC) und 1992/93 Präsident der Society for the Study of Social Problems. Er hatte diverse Gastprofessuren, darunter in London, Oslo, Stockholm, Wien, Cardiff und an verschiedenen afrikanischen Universitäten. 2003 wurde er mit dem „Edwin H. Sutherland Award“ der American Society of Criminology ausgezeichnet. 2009 erhielt er die Ehrendoktorwürde der kanadischen University of Guelph.

## Kriminologische Positionen
Bereits sein erster publizierter Aufsatz aus dem Jahr 1964, eine Untersuchung der Landstreicherei, machte Chambliss bekannt. Er hatte die einschlägige englische Gesetzgebung von 1394 vor ihrem historisch-ökonomischen Hintergrund analysiert und einen Zusammenhang zur Pestepidemie von 1348 erkannt, bei der annähernd die Hälfte der Bevölkerung gestorben war, was die Zahl der Arbeiter drastisch verknappte. Die Gesetze zur Landstreicherei hatten daher das Ziel, die Arbeiter (ob frei oder unfrei) zur Akzeptanz niedriger Löhne zu zwingen, um den Grundbesitzern die Möglichkeit der Bewirtschaftung ihrer Böden zu schaffen. Erst in späteren Jahrhunderten stand dann die Sicherung der Handelswege durch die Kontrolle von Kriminellen und unerwünschten Personen im Vordergrund der entsprechenden Gesetzgebung.
Mit diesem Aufsatz eröffnete Chambliss eine analytische Perspektive, die schon Karl Marx in den „Debatten über den Holzdiebstahl“ eröffnet hatte, und wurde damit zu einem prominenten Vertreter einer Konflikttheorie, nach der Gesellschaft sich strukturell durch die Konflikte zwischen verschiedenen sozialen Klassen und Gruppen verstehen lässt. Das hat konkrete Auswirkungen auf das jeweilige Strafrecht. Treibende Kraft hinter strafrechtlichen Bedingungen seien ökonomische Interessen und politische Macht. Das führe zu einer statistischen Überrepräsentation der Unterschicht bei der Erfassung von Kriminalität, doch weise diese tatsächlich keine höheren Kriminalitätsraten auf. Es gelte vielmehr, dass jeder Straftaten begehe („Everyone commits crime“). Gesetze seien eine politische Waffe und nicht unabhängig von den politischen und ökonomischen Bedingungen.

## Schriften (Auswahl)
- Power, politics, and crime. Westview Press, Boulder 1999, ISBN 0-8133-3486-1.
- mit Richard P. Appelbaum: Sociology, 2. Auflage, Longman, New York 1997, ISBN 0-673-98140-1.
- Exploring criminology. Macmillan, New York 1988, ISBN 0-02-320730-2.
- On the take. From petty crooks to Presidents. Indiana University Press, Bloomington 1978, ISBN 0-253-34244-9.
  - In deutscher Übersetzung: Eine kriminelle Vereinigung. Über Politik und Verbrechen in den USA. Aus dem Amerikanischen von Ilona Schmitthenner, mit einer Einleitung von Henner Hess,  Iva-Verlag Polke, Tübingen 1978, ISBN 3-88266-001-5.
- Box man. A professional thief's journey. By Harry King. As told to and edited by Bill Chambliss. With commentary by Bill Chambliss. Harper & Row, New York 1972, ISBN 0-06-131667-9.
- mit Robert B. Seidman: Law, order, and power. Addison-Wesley Pub. Co., Reading 1971.
- Crime and the legal process. McGraw-Hill, New York 1968.

## Nachrufe
- Richard P. Apllebaum: Never Afraid of Living: William Chambliss, 1933-2014, International State Crime Initiative (ISCI), Queen Mary University of London.
- Kitty Calavita: William J. Chambliss (1933-2014), Law and Society Association (LSA), Amherst.
- George Washington University, Department of Sociology: William J. Chambliss.